# جف میلر
جف میلر (انگلیسی: Jeff Miller؛ زاده ۲۷ ژوئن ۱۹۵۹) نمایندهٔ حوزه انتخابیه اول فلوریدا از جمهوری‌خواه در مجلس نمایندگان ایالات متحده آمریکا است که برای نخستین‌بار در ۱۷ اکتبر ۲۰۰۱ میلادی به‌عضویت این مجلس درآمد.